# خوسيه فيريرا بينتو
خوسيه فيريرا بينتو (7 نوفمبر 1939 في أنغولا - ) هو لاعب كرة قدم برتغالي في مركز الوسط. شارك مع منتخب البرتغال لكرة القدم. أما مع النوادي، فقد لعب مع سبورتينغ لشبونة ونادي بنفيكا وU.F.C.I. Tomar ‏ ونادي فابريل.

## مسيرته الكروية
لعب خوسيه فيريرا بينتو خلال مسيرته الاحترافية مع 4 أندية في اثنا عشر موسمًا وسجل خلالها 36 هدفًا ضمن 141 مباراة. ولم يفز بأي موسم بالكأس وفاز في ثلاثة مواسم بالدوري.
خاض خوسيه فيريرا بينتو مسيرته مع نادي سبورتينغ لشبونة في موسم 1958–59 ليلعب معه أربعة مواسم، مشاركًا في 13 مباراة سجل خلالها هدفين. ثم انتقل إلى نادي فابريل في موسم 1962–63 واستمر معه طيلة ثلاثة مواسم، حيث شارك في 61 مباراة سجل خلالها 32 هدفًا. لينتقل بعدها إلى نادي بنفيكا في موسم 1965–66 واستمر معه طيلة ثلاثة مواسم، مشاركًا في 20 مباراة سجل خلالها هدفًا واحدًا. ثم انتقل إلى U.F.C.I. Tomar ‏ في موسم 1968–69 ولمدة موسمين، مشاركًا في 47 مباراة سجل خلالها هدفًا واحدًا أيضًا.

## وصلات خارجية
- خوسيه فيريرا بينتو على موقع قاعدة بيانات كرة القدم.إي يو (الإنجليزية)
- خوسيه فيريرا بينتو على موقع ناشيونال فوتبول تيمز (الإنجليزية)
- خوسيه فيريرا بينتو على موقع عالم كرة القدم.نت (الإنجليزية)